# Scleroprocta innocens
Scleroprocta innocens là một loài ruồi trong họ Limoniidae. Chúng phân bố ở miền Tân bắc.